# Sinagoga Maribor
Sinagoga Maribor je zgradba nekdanje sinagoge, ki se nahaja na Židovski ulici 4 v Mariboru. Je ena izmed najstarejših ohranjenih sinagog v Evropi. Od leta 2011 deluje kot samostojni javni zavod pod nazivom Center judovske kulturne dediščine Sinagoga Maribor. Od leta 2015 nosi naziv Kulturni spomenik državnega pomena.

## Zgodovina

### Srednji vek

#### Judje v Mariboru
Na slovenskem narodnostnem ozemlju srečujemo Jude predvsem od 12. stoletja dalje. V Mariboru Jude prvič zasledimo med letoma 1274 in 1296. Ukvarjali so se predvsem s posojanjem denarja, z bančništvom in s trgovanjem ter imeli močne gospodarske stike s Prago, Dubrovnikom in Benetkami. S tem je skupnost odigrala pomembno gospodarsko vlogo lokalnega razvoja trgovine in prekupčevanja.
Sinagoga v Mariboru je bila prvič omenjena v dokumentu z dne 4. novembra 1354. Ta dokument z besedo Judenshul prvič omeni sinagogo, obenem pa predstavi pomen sinagoge za odnose med judovskim in krščanskim prebivalstvom srednjeveškega Maribora. Dokument se navezuje na dediščino grofa Ulrika V. Pfannberškega, iz njega pa je razvodno tudi, da sinagoga ni bila izključno judovski, temveč tudi javni prostor, kjer so mariborski kristjani poslovali z mariborskimi Judi. Sinagoga tako ni bil samo središče judovskega verskega, duhovnega in kulturnega življenja, temveč je imela tudi vlogo ekonomskega in pravnega središča. Naslednji dve omembi mariborske sinagoge sta iz let 1421 in 1429.
V mariborski sinagogi je v začetku 15. stoletja deloval v Mariboru rojeni rabin Israel Isserlein ben Petachia, priznani proučevalca Talmuda. Najprej v Mariboru in kasneje v Dunajskem Novem mestu je vodil ješivo, in velja za enega najvplivnejših rabinov 15. stoletja.

Še eden od rabinov, ki so delovali v Mariboru, je bil rabin Abraham, katerega nagrobnik je ohranjen. Rabin Abraham je umrl septembra 1379, na drugi dan roš hašane, judovskega novega leta. Nagrobnik je bil najden leta 1912 med gradnjo novega mostu, danes Glavni most čez reko Dravo. Nagrobnik je visok 109 centimetrov. Narejen je bil iz dosti starejšega rimskega nagrobnika. Shranjen je v Pokrajinskem muzeju Maribor. Hebrejski napis na nagrobniku se v prevodu glasi:
Nagrobnik
spoštovanega rabina,
luči diaspore, vodje
Abrahama,
ki je odšel (v večno življenje) na drugi dan praznika novega leta
5140,
njegova duša naj se ohrani v svežnju živih, amen amen amen, selah.
Sredi 15. stoletja, ko je bila judovska skupnost v Mariboru na vrhuncu, je v Mariboru znotraj obzidja živelo okoli 1200 prebivalcev, v predmestjih pa še okoli 400. Med njimi je bilo okoli 25 duhovnikov, okoli 50 plemičev in okoli 150 Judov.

#### Gradnja sinagoge
Natančne letnice gradnje sinagoge v Mariboru ne poznamo. Arheološke raziskave in arhitekturni ostanki postavljajo gradnjo sinagoge na prehod iz 13. v 14. stoletje. Ta datacija postavlja sinagogo v Mariboru med najstarejše ohranjene sinagoge v Evropi. Najbližja starejša in še stoječa sinagoga je Stara nova sinagoga v Pragi, ki je bila končana leta 1270. Mariborska sinagoga je bila zgrajena znotraj mariborskega mestnega obzidja, ki ga je mesto dobilo med letoma 1255 in 1275. Z južno stranico se naslanja na mestno obzidje, podpirajo trije stopničasti gotski oporniki. Zgrajena je bila v jugovzhodnem delu mesta, kjer je bila tudi judovska četrt (prvič omenjena leta 1277) oziroma judovski geto. Za razliko od mnogih drugih mest srednjeveške Evrope, mariborska judovska četrt ni bila fizično ločena od ostalega dela mesta. Glede na pomen in vlogo je bila zagotovo največja in najimenitnejša zgradba v judovski četrti, čeprav je bila kot svetišče razmeroma majhna in je v primerjavi s sočasnimi krščanskimi cerkvami navzven delovala skromno. V primerjavi z drugimi srednjeveškimi sinagogami iz širšega srednjeevropskega prostora, sodi mariborska sinagoga med večje.
Prvotna sinagoga je bila manjša od njene današnje velikosti. Glavna obredna dvorana je imela kvadratno obliko s 7,5 metrov dolgo stranico, usmerjena pa je bila proti jugu. Strop je bil lesen in raven. Zgrajena je bila v romanskem slogu. Sinagogo so nato dograjevali v več fazah in jo razširili, saj se je judovska skupnost v Mariboru proti koncu srednjega veka povečala. Druga gradbena faza je prišla v poznem 14. stoletju, tretja pa v prvi polovici 15. stoletja. Iz tretje faze, kjer je bil romanski slog gradnje zamenjan z gotskim. se je ohranilo največ elementov. Zgradba sinagoge se je povečala do današnje velikosti (16 x 14 metrov), razširili so tudi glavno obredno dvorano na 7,5 x 11 metrov in jo orientirali proti vzhodu. Ravni leseni strop so zamenjali s kamnitimi oboki, s katerimi je dvorana dobila višino 8 metrov. Strop sta podpirala 2 stebra. Od kamnitih obokov so se ohranili štirje sklepni kamni, v katerih so se združili posamezni loki obokov. Sledila je še četrta iz začetka 16. stoletja, ko so sinagogo preuredili v cerkev.
V skladu z verskim izročilom je v njeni notranjosti proti vzhodu stala tako imenovana sveta skrinja oz. omara (aron ha-kodeš), v kateri je bila hranjena Tora. Čeznjo je bila obešena zavesa (parohet), ob njej je gorela večna luč (ner tamid). V sinagogi je bil tudi značilni judovski svečnik (menora), v središču prostora pa je stal dvignjen in ograjen oder za branje Tore (bima), okoli katerega so bili razporejeni sedeži za vernike. Kje je bil prostor za ženske vernice, danes ni znano. Sinagoga je bila tudi prostor za poroke in obrezovanja; v njej so imeli verski pouk, prav tako so se tam opravljali nekateri pravni posli.

#### Izgon Judov iz Maribora
Od začetka 15. stoletja in še posebej od sredine stoletja naprej se je položaj Judov opazno slabšal. Splošna gospodarska kriza in konkurenca krščanskega prebivalstva pri trgovanju in kreditnih poslih sta bili vedno močnejši. Meščani in plemstvo so od deželnega kneza terjali vedno več restrikcij za Jude predvsem pri trgovanju. Tako je vojvoda Albreht III. že leta 1371 štajerskim Judom prepovedal trgovanje z vinom in žitom. Leta 1445 jih je kralj Friderik IV. prepovedal trgovanje z beneškim blagom, tekstilom, železom in vinom.
Januarja 1480 so štajerski deželni stanovi spisali pritožbo na cesarja Friderika III. Habsburškega, v kateri so se pritoževali predvsem nad Judi in nad njihovim odnosom do dolžnikov. Zoper Jude so se pritožili tudi ljubljanski meščani. Cesar je z vrsto odredb močno omejil judovske denarne posle. Po smrti Friderika III. leta 1493 ga je kot nadvojvoda avstrijskih dežel nasledil kralj Maksimilijan I. Habsburški. Takrat so se okrepile zahteve deželnih stanov po ukrepih proti Judom. Štajerski in koroški deželni stanovi so na dveh zborih notranjeavstrijskih stanov v Mariboru (1494) in v Gradcu (1495) Maksimilijanu ponudili denarno odškodnino za odpoved judovskemu regalu in za izgon Judov iz obeh dežel.
10. marca 1496 je Maksimilijan I. izdal odredbo, da se morajo Judje iz Štajerske, torej tudi iz Maribora, izseliti do 6. januarja 1497. Štajerski stanovi so mu v zameno plačali 35.000 goldinarjev. 18. marca 1496 je Maksimilijan I. ukazal tudi izselitev Judov iz Koroške, za kar je prejel 4.000 goldinarjev. Kot razlog za izgon Judov je odredba navajala onečaščenje hostij, ritualne umore krščanskih otrok ter oderuštvo in goljufije v zvezi s posojili. Prvi dve obtožbi sta bili izmišljeni, so pa bile judovske obresti res oderuško visoke in so znašale v 14. stoletju običajno 65 %, v 15. stoletju pa 45 %.

### Novi vek

#### Preureditev v cerkev
Judje so morali do 6. januarja 1497 zapustiti Maribor. Takrat verjetno najbogatejši Mariborčan in večletni mariborski mestni sodnik Bernandin Drucker je izgon Judov izkoristil za nakup vsaj ene hiše v judovski četrti. To hišo je kupil 1. januarja 1497 od Juda Kajna in njegove žene Milke, torej tik pred odhodom zadnjih Judov iz mesta. Drucker je kmalu dobil v last tudi zgradbo mariborske sinagoge, ki je kot lastnina judovske skupnosti sicer najprej prešla v last Maksimilijana I.. Kralj je sinagogo, verjetno zaradi denarnega dolga, predal Druckerju. Bernandin Drucker in njegova žena Barbara sta nekdanjo sinagogo preuredila v rimskokatoliško cerkev, ki je leta 1501 že obratovala kot cerkev Vseh svetih. Ker zakonca Drucker nista imela potomcev, je zgradba nekdanje sinagoge po njuni smrti (Bernandin je umrl po letu 1507) prešla v last in skrb mesta.
Do večje preureditve prostora med spremembo sinagoge v cerkev ni prišlo. Odstranili so bimo, aron ha kadeš pa nadomestili z oltarno menzo. Mariborska sinagoga ni bila edina sinagoga, ki so jo spremenili v cerkev Vseh svetih, saj je bila to pogosta praksa. Drucker je dal svoje ime vklesati v preklado okna, ki ga lahko še danes vidimo v severni fasadi zgradbe. Zakonca Drucker sta ob novi cerkvi ustanovila beneficij oz. kaplanijo in ga bogato obdarila. Spremenilo se je tudi ime ulice, ob kateri je stala zgradba. Del Judovske ulice (ki naj bi bila prvič omenjena leta 1353 kot Judengoz, leta 1465 pa zagotovo kot Judengasse) je spremenil ime v Ulico Vseh svetih (Aller heyligen gassen). Beneficij je obstajal do sredine 16. stoletja. Ko so ga razpustili, je začela cerkev počasi propadati. Leta 1592 so v cerkvi omenjeni trije oltarji. Do sredine 17. stoletja je cerkev izgubljala na pomenu in v njej je potekala zgolj ena sveta maša na leto. Leta 1660, v času kaplana Jurija Venkoviča, so cerkev od zunaj obnovili in ji dodali zvonik v severozahodnem delu zgradbe. V 18. stoletju je imela cerkev sicer že štiri oltarje, vendar ni imela ne okrasja, ne pevske empore, ne orgel, zakristija pa je bila vlažna in ugreznjena v zemljo.
V 17. stoletju so nastale prve upodobitve nekdanje sinagoge. Na najstarejši upodobitvi Maribora, na veduti iz leta 1657, ki jo hrani Štajerski deželni arhiv, vidimo zgradbo nekdanje sinagoge še brez cerkvenega zvonika in s srednjeveško obliko strehe. Ob zgradbi je viden tudi Židovski stolp. Na grafiki, ki jo je izdal Georg Matthäus Vischer v Topografiji vojvodine Štajerske leta 1681, je cerkveni zvonik že viden. Nekje v 17. stoletju je sinagoga dobila tudi severni prizidek.
Mariborski Jud Aron "Bogati" je že leta 1470 deloval tudi v Trstu. Njegovi potomci iz Maribora so vsaj od srede 16. stoletja kot svoj priimek uporabljali besedo Morpurgo, italijanizirano obliko imena Maribor. Podobne priimke so si nadeli tudi drugi Judi, ki so morali zapustiti Maribor ob koncu srednjega veka. Danes so se razselili po vsem svetu.

#### Posvetna raba
Leta 1785 so v sklopu jožefinskih reform cesarja Jožefa II. Habsburško-Lotarinškega cerkev Vseh svetih ukinili. Zgradbo nekdanje sinagoge so skupaj s kaplanijo predali avstrijski vojski, ki jo je od januarja 1785 do leta 1811 uporabljala kot vojaško skladišče. Leta 1797 je na Koroški cesti prišlo do požara, ki se je razširil po mestu in uničil tudi velik del nekdanje judovske četrti, zgradba nekdanje sinagoge pa je preživela. Zvonik so porušili enkrat med letoma 1795 in 1847.
Od leta 1811 je bila zgradba v meščanskih rokah. Najprej si jo je lastila družina Sturz, po letu 1822 pa družina Altmann. Oče trgoveca Antona Altmanna, ki je nekdanjo sinagogo uporabljal kot skladišče in klet, je glavni obredni prostor po višini predelal z vmesno obočno konstrukcijo in tako uredil dvorano v dveh nadstropjih. V zgornjem prostoru so bili na stropu še vedno rebrasti kamniti oboki. Po Rudolfu Altmanu je v šestdesetih letih 19. stoletja stavbo podedovala Frančiška Delago, ki je imela v njej obrat za pridelavo vate. Leta 1877 sta Karl in Karolina Ludwig oboke porušila in zgradila raven strop, prostore pa preuredila v delavnico za proizvodnjo krtač. Leta 1885 je lastnica stavbe postala občinska hranilnica.
V začetku 20. stoletja je stavbo in okoliške posesti kupila Občina Maribor. Tukaj so nameravali zgraditi tovorno pot, povezano z gradnjo današnjega Glavnega mostu. Na koncu so most zgradili zahodneje, so pa med pripravami na gradnjo leta 1912 odkrili nagrobnik rabina Abrahama iz leta 1379. Stavba nekdanje sinagoge je ostala v lasti občine.

### Sodobna zgodovina
Judje so se v Maribor ponovno priselili po letu 1869, ko jim je bila dovoljena vrnitev na Štajersko. Njihovo število v mestu ni bilo tako visoko, kot v srednjem veku. Leta 1938 jih je bilo v Mariboru okoli 100. Najpomembnejši predstavnik mariborskih Judov v prvi polovici 20. stoletja je bil industrialec Marko Rosner, omeniti pa velja tudi prvo mariborsko zdravnico dr. Klaro Kukovec. Kljub vrnitvi Judov v Maribor se zgradba nekdanje sinagoge ni začela ponovno uporabljati za svoj prvoten namen.
Zavedanje, da se je objekt nekoč uporabljal kot sinagoga, ni nikoli povsem izginilo. Že v drugi polovici 19. stoletja so v treh sobah v zgornjem nadstropju uredili stanovanje, v katerem so ljudje živeli do začetka obnove zgradbe konec 20. stoletja. Leta 1926 so na zgradbi izvedli obnovitvena dela. Takrat je pri nadzoru prenove sodeloval konservator Franc Kovačič, takratni predsednik Muzejskega društva Maribor, in France Stele, konservator in nadzornik prenove, sta takrat dala prve pobude za natančnejše raziskave stavbne zgodovine in arheološke raziskave.
Med letoma 1941 in 1945 je Maribor okupirala nacistična Nemčija. Od 100 Judov, ki so v Mariboru živeli leta 1938, jih je do začetka nacistične okupacije približno tretjina umrla od starosti, tretjina se jih je odselila, tretjina pa jih je še živela v mestu. Slednji so bili iz mesta pregnani, nato pa iz drugih mest prepeljani v koncentracijska taborišča. V spomin na te Jude so leta 2012 v Mariboru postavili prvih 12 Tlakovcev spomina/Spotikavcev v Sloveniji. Tlakovci spomina nosijo imena članov mariborskih judovskih družin Kohnstein in Singer. Zgradbe nekdanje sinagoge nacisti niso uničili, saj se že skoraj 450 let ni uporabljala kot sinagoga.
27. novembra 1964 je Zavod za spomeniško varstvo Maribor vpisal sinagogo v register kulturno-umetnostnih spomenikov. V letu 1976/1977 so bila opravljena obnovitvena dela na fasadi stavbe in mestnem obzidju, 2 leti kasneje pa še v notranjščini. S tem so zgradbo pripravili za potrebe likovnega razstavišča. Razstavišče Sinagoga je bilo v kleti, vendar so ga kmalu zaprli zaradi problemov z vlago. Zaprto je ostalo do začetka obnove leta 1992.
Leta 1992 so se začela obsežna obnovitvena dela na stavbi nekdanje sinagoge. Zavod za varstvo naravne in kulturne dediščine Maribor se je prenove lotil zelo previdno in odločil, da je treba dela opraviti tako, da bosta oblika in obseg prvotnega stanja in pomena čim bolj ustrezna. Ob obnovi so bile izvedene obsežne arheološke raziskave pod vodstvom Ivana Tuška. Odgovorni konzervator pri obnovi Janez Mikuž je razložil, da so se na podlagi interpretacije najdb odločili za obnovitev sinagoge v njeno poznosrednjeveško podobo, iz sredine 15. stoletja. Zaradi pomanjkanja financ je bila obnova večkrat ustavljena in je trajala do decembra 1999. Kljub načelni podpori mnogih tujih institucij in organizacij sta obnovo sinagoge v celoti financirala Mestna občina Maribor in nekdanje Ministrstvo republike Slovenije za kulturo.
Oktobra 2021 so se v Sinagogi Maribor ponovno pričela gradbena dela, povezana s sanacijo vlage.

## Sinagoga danes
Aprila 2001 so v obnovljeni sinagogi odprli nov javni kulturni center Sinagoga pod okriljem Pokrajinskega muzeja Maribor. Januarja 2011 je kulturni center postal samostojni javni zavod pod nazivom Center judovske kulturne dediščine Sinagoga Maribor, pod okriljem Mestne občine Maribor. Leta 2015 je republika Slovenija Sinagogi Maribor podelila naziv Kulturni spomenik državnega pomena.
Osnovno poslanstvo Sinagoge Maribor temelji na preučevanju, ohranjanju, negovanju in predstavitvah judovske kulturne dediščine. Od leta 2006 so vključeni v mednarodni projekt Evropski dnevi judovske kulture, od 2010 je Sinagoga Maribor nacionalni koordinator projekta v Sloveniji. V Sinagogi Maribor se ob preučevanju srednjeveške in novoveške zgodovine Judov ukvarjajo tudi s holokavstom in problemom antisemitizma. 27. januarja 2009 so v Sinagogi Maribor priredili prvi slovenski memorial ob mednarodnem dnevu spomina na žrtve holokavsta, naslednje leto pa v sodelovanju s Prvo gimnazijo Maribor zasnovali projekt Šoa – spominjajmo se, s katerim vsako leto zaznamujejo mednarodni dan spomina na žrtve holokavsta, 27. januar. Sinagoga Maribor je tudi nacionalni koordinator mednarodnega projekta Krokus, v katerem osnovnošolci in srednješolci sadijo rumene žafrane v spomin na 1,5 milijona judovskih otrok, ki so umrli v holokavstu.

## Galerija
- Razstava v sinagogi
- Sinagoga Maribor z vzhoda
- Sinagoga Maribor s severa
- Vhod v sinagogo